# Балота де Жос (Долж)
Балота де Жос (рум. Balota de Jos) насеље је у Румунији у округу Долж у општини Мургаши. Oпштина се налази на надморској висини од 197 m.

## Становништво
Према подацима из 2002. године у насељу је живело 335 становника, од којих су сви румунске националности.